# مایکل موران
مایکل موران (انگلیسی: Michael Moran؛ زادهٔ ۴ مارس ۱۹۴۸) موسیقی‌دان و تهیه‌کننده موسیقی اهل بریتانیا است.
از فیلم‌ها یا مجموعه‌های تلویزیونی که وی در آن‌ها نقش داشته است، می‌توان به سارقان زمان، مبلغ مذهبی، آب، نظر کرده، آرزوی مرگ ۳ و ترفندهای نو اشاره نمود.